# Grot van Tête du lion
De Grot van Tête du lion is een grot in de Franse gemeente Bidon met prehistorische muurtekeningen uit het Solutréen.
De grot werd ontdekt in de vallei van de Ardèche bij wegenwerken in 1963. Speleologen Robert Brun en Michel Pagès ontdekten een wand met muurtekeningen diep in de grot. Prominent op deze beschilderde wand is een muurschildering in rood pigment van een vrouwelijk rund. De koe is afgebeeld in zijzicht terwijl de hoorns eerder frontaal werden weergegeven. Deze muurschildering is 65 cm lang. Onder de koe zijn twee steenbokken en de voorzijde van een hert afgebeeld. Boven de koe zijn stippen in geel pigment in een rechthoek aangebracht. Ook op de rug van de koe zijn gele stippen zichtbaar.
Archeoloog Jean Combier vond een bewoningslaag in de grot. Aan de hand van sporen van rood pigment in deze laag konden de schilderingen gedateerd worden op ongeveer 21.650 jaar geleden.